# Sevasti Qiriazi
Sevasti Qiriazi-Dako (Sevasti D. Kyrias) (ok. 1871–1949) je bila albanski domoljub, pedagoginja, protestantski misijonar, avtorica, pionirka albanskega ženskega izobraževanja in aktivistka albanskega narodnega prebujenja.

## Življenje in zgodnja kariera

### Zgodnje življenje
Sevasti se je rodila ok. leta 1870 domoljubni družini Qiriazi iz Tërnovë, Monastir, v današnji Severni Makedoniji, takrat Osmansko cesarstvo. Bila je šesti od desetih otrok.:41  Versko ozadje njene družine je bilo pravoslavno in je začela obiskovati osnovno šolo v grškem jeziku pri štirih letih. V mladosti se je naučila več jezikov (albansko, grško, bolgarsko, vlaško, turško, angleško). Ona in njena družina so prišli v tesne stike z albanskimi domoljubi in ameriškimi protestantskimi misijonarji, ki so upravljali šolo in opravljali verske obrede v bližini njihovega doma v Monastiru. Sevasti je bila vpisana v ameriško šolo in julija 1888 diplomirala z enakovrednim srednješolskim spričevalom.

### Izobraževanje
Sevasti je med letoma 1888 in 1891 obiskovala American College for Girls v Konstantinoplu. Njen brat duhovnik Gjerasim Qiriazi je uredil njen vpis.:63–64 Sprejeta je bila kot študentka drugega letnika in diplomirala leta 1891 z razredom osmih žensk ter prejela diplomo iz umetnosti in postala prva Albanka, ki je dokončala visokošolsko izobrazbo.:63–64 Njen namen obiskovanja fakultete je bil, da se pripravi na pomoč svojemu bratu Gjerasimu pri odprtju dekliške šole v Albaniji. Sevasti je svoje ključne vplivneže na fakulteti opredelila kot: Clara Hamlin (ravnateljica kolidža in hči Cyrusa Hamlina), Florence A. Fensham, Mary Mills Patrick, Ida Prime, Caroline Borden in bolgarska družina Grandinaroff. Gjerasim Qiriazi je povabil vplivna albanska brata Frashëri (Abdyl Frashëri, Sami Frashëri in Naim Frashëri), da se udeležita Sevastijine diplome. Naim Frashëri je izkoristil svojo vlogo v osmanski vladi, da je uradno registriral njeno diplomo in pridobil irade (uradni odlok) za odprtje prve albanske šole za dekleta v Korçë.

### Protestantska misijonska dejavnost
Čeprav je bila po rodu pravoslavna kristjanka, se je Sevasti pridružila protestantski skupnosti, ki jo je ustanovil njen brat Gjerasim. V Korčah je vodila biblijske študije in molitvena srečanja za ženske. Bila je "svetopisemska ženska" in sta jo financirala ABCFM's Woman's Board of Missions in Bible Lands Missions' Aid Society. Ko je leta 1904 potovala v ZDA, da bi obiskala hišo Ellen Stone in Johna Henryja, se je imenovala misijonarka.

### Dekliška šola Korča (1891–1914)

#### Ustanovitev in delovanje
Po končani fakulteti se je Sevasti vrnila v Monastir in nato v Korče, kjer se je pridružila bratu Gjerasimu pri odprtju šole za dekleta v albanskem jeziku. Sevasti je bila njen direktor. Šola je delovala v težkih razmerah, vključno z revščino, predsodki do izobraževanja žensk, težavami pri pridobivanju knjig, političnim nasprotovanjem lokalnih osmanskih oblasti ter političnim in cerkvenim nasprotovanjem grške pravoslavne cerkve.:4–6 Kljub tem neugodnim okoliščinam je šola je v letih 1891–1913 vzdrževala povprečno letno vpis 47 učencev. Šola je prejela pomembne obiskovalce, kot sta Edith Durham leta 1901 in Henry Brailsford leta 1904.

#### Verski pouk
V času svojega obstoja je bila šola znana kot protestantska krščanska šola. Njeni ustanovitelji so bili evangeličani, podpirale so jo protestantske organizacije, njen izobraževalni program je vključeval verske predmete s svetopisemskimi besedili, njeni prostori pa so bili uporabljeni za evangeličansko nedeljsko šolo in bogoslužje. Vendar je šola sprejemala učence vseh veroizpovedi in njeni učitelji niso zahtevali spreobrnitve v protestantizem. Albanci vseh ver in slojev so jo hvalili kot »narodno gnezdo« (fole kombëtare).

#### Vodenje
Ko je leta 1894 Gjerasim Qiriazi umrl, je Sevasti Qiriazi (stara približno 23 let) prevzela polno odgovornost za dekliško šolo. V naslednjih letih si je delila vodstvo z Luko Tiro, Fanko Efthim, Thanasom Sina, Grigorjem Cilko, Gjergj Qiriazi in Gjon Ciko, in sčasoma je prosila za pomoč ameriška protestantska misijonarja Phineasa in Violet Bond Kennedy, ki sta prispela v Korčo leta 1908 (Violet je bila hči ameriškega protestantskega misijonarja v Monastiru Lewisa Bonda in bil Sevastijev tesen prijatelj v otroštvu in na fakulteti).:6:64

#### Zaključek
Šola je delovala do leta 1914, ko so jo zaradi vojnih razmer in grške sovražnosti v Korči zaprli.:155–165

### Prvi obisk Združenih držav Amerike
Poleti 1904, potem ko je 13 let službovala kot direktorica albanske šole za dekleta v Korči, je Sevasti Qiriazi odpotovala v Združene države. Parashqevi Qiriazi je postala direktorica šole v njeni odsotnosti. Sevastijeva je prispela v New York avgusta 1904 in obiskala prijatelje v New Yorku, Bostonu in Chicagu ter v različnih ženskih društvih govorila o Albaniji. En mesec je bivala pri Ellen Stone in obiskala Jane Addams in Hull House. Svoj obisk v ZDA je imenovala »vpogled v svobodo«.:109–112 Med vrnitvijo v Albanijo maja 1905 je obiskala London, Pariz in Dunaj, preden se je ustavila v Bukarešti, kjer je srečala Pandeli Evangjeli in njenega bodočega moža Christo Dako (1880-1941), nedavni diplomant univerze v Bukarešti in generalni sekretar albanskega društva Dituria. Sevasti je rekrutirala Daka, da je pripravil prve albanske učbenike matematike.

### Zgodnji nacionalni vpliv
Leta 1908 je bila Sevasti povabljena, da zastopa svojo dekliško šolo na kongresu v Monastirju, katerega namen je bil rešiti vprašanje albanske abecede. Sevasti se ni mogla udeležiti, vendar se je namesto nje udeležila njena sestra Parashqevi. Delegacija s kongresa je po zaključku kongresa obiskala dekliško šolo v Korče, vključno z Luigjem Gurakuqijem, Fehimom Zavalanijem in Nyzhet Vrioni. Leta 1909 je bila Sevastijeva kot direktorica šole povabljena k sodelovanju na kongresu v Elbasanu, katerega namen je bil obravnavati nacionalno izobraževanje v Albaniji. Udeležila se je skupaj z bratom Gjergjem Qiriazijem.

### Poroka in otroci
Sevasti se je poročila s Kristo Dako 4. avgusta 1910. Obred je izvedel protestantski misijonar prečasni Charles Telford Erickson. Imela sta dva otroka, Aleksandra Skënderja Dako (1910–1995) in Gjergja Dako (1913–1949). Polni angleški prevod njunih imen je bil Alexander Gerasim Dako in George Charles Dako (soimenjaka njenih dveh umrlih bratov Gjerasima in Gjergja). Oba fanta sta osem let študirala na Robert College.

### Prijateljstvo s Charlesom Craneom
Leta 1911 je Sevasti in njenega moža Krista Daka v Monastiru obiskal ameriški poslovnež Charles Richard Crane, ki je bil v upravnem odboru American College for Girls v Konstantunoplu in je želel izvedeti več o Albaniji in Bližnjem vzhodu. Crane je za Sevasti in Krista izvedel prek Edwarda I. Boswortha, dekana semenišča Oberlin in nekdanjega profesorja K. Daka na Oberlinu. Več let sta vzdrževala prijateljske in delovne odnose, pozneje sta preživela več poletij počitnice v poletni hiši gospoda in gospe Crane v Woods Holeu v Massachusettsu.

### Izgnanstvo iz Albanije in drugo potovanje v ZDA
Leta 1914 so bili zaradi sovražnosti z grškimi silami v Korči Sevasti, njen mož in njuna dva otroka prisiljeni pobegniti iz Albanije, dekliška šola pa je bila zaprta. Skoraj 12 mesecev sta živela v Bukarešti in Sofiji, preden sta leta 1915 emigrirala v Združene države Amerike in se naselila v Naticku in Southbridgeu v Massachusettsu, kjer je pomagala možu pri odprtju prve albanske šole v Ameriki pri lokalni YMCA. Ponovno sta se naselila v Bostonu (Jamaica Plain), kjer je Sevasti pomagala svoji sestri pri izdajanju polmesečne revije Yll'i Mëngjezit / Jutranja zvezda (1917–1920), in kjer sta se z možem bolj vključila v Vatro in albansko nacionalno vzrok.

## Vrnitev v Albanijo in kasnejša leta
Konec leta 1921 so se Sevasti Qiriazi-Dako in njeni otroci vrnili v Albanijo, kamor se je prej vrnil njen mož, da bi delal z albansko vlado. V svojih spominih je Sevasti razmere v Albaniji opisala kot 'primitivne' in trdila, da je bila navdihnjena, da je preostanek svojega življenja posvetila pomoči pri obnovi svojega naroda.

### Inštitut Kyrias (1922–1933)
Sevasti je skupaj z možem Kristom Dakom in sestro Parashqevi Qiriazi ustanovila novo institucijo za izobraževanje žensk v Tirani. Čeprav je bila zasebno financirana, je veljala za nacionalno šolo, ki je predstavljala vsa okrožja, razrede in verska prepričanja. Leta 1926 so začeli graditi nov objekt v Kamëzu. Objekt je začel delovati do leta 1927 in dokončan leta 1929. Kralj Zog I., čigar sestri sta princesa Myzejen Zogu in princesa Maxhide Zogu obiskovali šolo v Tirani, je obiskal novi kampus. Šola je bila znana po svoji knjižnici, atletskem programu, likovnih dogodkih, sistemu dijaške vlade in uspehu svojih diplomantov. Leta 1931 je šola praznovala 40. obletnico svoje ustanovitve, pri čemer je nase gledala kot na nadaljevanje dekliške šole, ustanovljene v Korčah leta 1891. Številni dostojanstveniki, albanski in tuji, so se udeležili slovesnosti.
Leta 1933, z nacionalizacijo zasebnega šolstva, je bil inštitut Kyrias prisiljen zapreti in se ni znova odprl kljub večkratnim zahtevam sester Qiriazi pri vladi. Rdeči križ najame za humanitarno delo ali da se uporablja za kar koli drugega kot za prvotni namen za izobraževanje žensk.
Po zaprtju šole je Sevastijeva začela pisati svoje spomine v angleščini.

### Pod italijansko invazijo in okupacijo
Italijanska invazija na Albanijo leta 1939 je privedla do ustanovitve italijanskega protektorata nad Albanijo (1939–1943). V tem času je Sevastijev mož Kristo Dako umrl in italijanska vojska je šolsko posest preuredila v skladišče orožja.

### Internacija po nemški invaziji
Nemška invazija in okupacija Albanije sta Sevasti-Qiriazi Dako in njeno sestro Parashqevi postavili v dodatno nevarnost, saj so njun dom in nekdanje šolske prostore uporabljali kot skladišče orožja v času intenzivnega spopada med italijanskimi silami, albanskimi protifašističnimi in osvobodilnimi silami ter nemškimi zavojevalci. Leta 1943 so Nemci streljali na šolo in ubili Sevastijino prijateljico in njenega sina. Pronacistične enote, ki jih je vodil Xhaferr Deva, so Sevasti in njeno družino zaprle in deportirale v koncentracijsko taborišče Banjica pri Beogradu.:217–220 by pro-Nazi units led by Xhaferr Deva.

### Povojna leta v komunizmu
Konec leta 1944, po bombardiranju koncentracijskega taborišča s strani zavezniških sil, so Sevasti in njeno družino izpustili in vrnili v Albanijo. Ugotovili so, da je bil njihov dom oropan, zato so ga začeli obnavljati. Različni dejavniki, kot je povezanost Krista Daka s kraljem Zogom in njegovo služenje kot minister v enem od njegovih kabinetov, ter povezanost Qiriazijev in Dakosov z ameriškimi šolami, političnimi osebnostmi in protestantskimi misijonarji, ki jih vidi vlado kot vohune — jih je pustil v nemilosti nastajajočega komunističnega režima v Albaniji. Leta 1946 so jih izselili iz doma, šolske prostore pa preuredili v komunistično partijsko šolo. Kosti Krista Daka so bile izkopane, oskrunjene in izgubljene.
Leta 1946 sta bila Sevastijeva sinova Aleksandër in Gjergj aretirana in zaprta, obtožena upora, vohunjenja in protidržavnih dejavnosti. Avgusta 1949 je Sevasti umrla v revščini in z zlomljenim srcem, po neuspešnih poskusih najti Gjergjevo truplo in ko je bil Aleksandër še vedno v zaporu.
Od leta 1959 in kasneje, predvsem zaradi prizadevanj Skënderja Luarasija, so Sevasti Qiriazi in njena družina v Albaniji ponovno začeli pridobivati priznanje za svoje prispevke k albanskemu izobraževanju in emancipaciji žensk, posthumno pa so bili odlikovani z redom Svoboda (1960), medaljo za domoljubno dejavnost (1962) in »Učitelj ljudstva« (1987).

## Zapuščina

### Film in literatura
- Šola za dekleta Korča je bila ovekovečena v albanski kinematografiji z priljubljenim filmom Mësonjëtorja (Šola) (1979). Ime glavne junakinje, Sevasti Qiriazi, so spremenili v Dafino (igra jo Roza Anagnosti). V skladu z uradno ateistično in cenzorsko politiko Ljudske socialistične republike Albanije je bila vsa vera prikazana kot protialbanska, šola pa je bila opredeljena kot popolnoma neverska (laike).[29]
- Dramo z naslovom Foleja Kombëtare (Narodno gnezdo) o dekliški šoli in Sevasti Qiriazi so napisali osebje in študenti Instituti Kyrias pribl. 1931. Ta igra je bila izdana kot knjiga leta 2008[30] z uvodom Ismaila Kadareja, vendar je bilo avtorstvo napačno pripisano Lumu Skendo.

### Spominski predmeti
- Leta 2017 je bila podoba Sevati Qiriazije med tistimi, ki so bile predstavljene na poštni znamki Pošte Kosova v počastitev 500. obletnice protestantske reformacije in njene albanske dvojnice.[31]
- Leta 2022 je Banka Albanije objavila svojo odločitev o kovanju spominskega kovanca s podobo Sevastija Qiriazi-Daka, ki bo izšel leta 2023.[32]

### V akademskem krogu
- 26. oktobra 2016 je Univerza v Korči gostila akademsko konferenco v čast Sevastiju Qiriaziju in dekliški šoli ob 125. obletnici njene ustanovitve.[33]
- Od 7. do 11. novembra 2016 sta Narodna knjižnica Albanije in Inštitut za albanske in protestantske študije sosponzorirala simpozij in razstavo z naslovom "Sevasti Qiriazi: 125. obletnica izobraževanja albanskih žensk".[34]
- 21. maja 2021 je Akademija znanosti Albanije gostila spominsko prireditev o Sevastijinem življenju in delu ob 150. obletnici njenega rojstva.[35]
- 25. novembra 2022 je Visoka šola Qiriazi (Kolegji Universitar Qiriazi) gostila zgodovinski simpozij ob 100. obletnici ustanovitve inštituta Kyrias v Kamëzu.[36]

### V evangeličanski protestantski skupnosti
Za njeno vlogo krščanske misijonarske delavke in "biblijske žene" v Korči albanska protestantska skupnost časti Sevasti Qiriazi kot eno prvih članic albanske evangeličanske skupnosti, ki jo je ustanovil njen brat Gjerasim Qiriazi.

### Soimenske šole, ustanove itd.
- Shkolla 9-vjeçare "Sevasti Qiriazi" v Korçi.
- Shkolla Fillore e Mesme e Ulët "Motrat Qiriazi" v Klini.
- Srednja šola "Sevasti Qiriazi" v Tirani.
- Kolegji Universitar Qiriazi se je začel leta 2016 na posestvu prvotnega inštituta Kyrias (1922–1933) v Kamëzu v Albaniji.
- Albansko-ameriška ženska organizacija (AAWO–Motrat Qiriazi) v New Yorku.
- Leta 1990 je bilo v Prištini ustanovljeno združenje “Motrat Qiriazi”.
- V Tirani je majhna cesta z imenom "Rr. Sevasti Qirjazi" [sic].
- Leta 2023 je vlada Severne Makedonije odobrila ustanovitev regionalnega oddelka Inštituta za duhovno in kulturno dediščino Albancev v Monastiru, ki se bo imenoval po družini Qiriazi.

## Razno
Sevasti Qiriazi in njena sestra Parashqevi Qiriazi sta v Albaniji pogovorno znani kot sestri Qiriazi (albansko Motrat Qiriazi). Veljata za »materi albanskega šolstva«.